# Eugen Strigel
Eugen Strigel (Rheinzabern, 1949. szeptember 24. –) német nemzeti labdarúgó-játékvezető.

## Pályafutása

### Nemzeti játékvezetés
1987. augusztus 22-én lett a Bundesliga I. játékvezetője. Az aktív nemzeti játékvezetéstől 1995-ben vonult vissza. Bundesliga II. mérkőzéseinek száma: 52.  Bundesliga I. mérkőzéseinek száma: 70.

#### Nemzeti kupamérkőzések
Vezetett Kupa-döntők száma: 1.

##### DFB-kupa
| Időpont          | Helyszín                 | Mérkőzés típusa | Mérkőzés                               | Eredmény | Nézők száma |
| ---------------- | ------------------------ | --------------- | -------------------------------------- | -------- | ----------- |
| 1995. június 24. | Olimpiai Stadion, Berlin | döntő           | Borussia Mönchengladbach–VfL Wolfsburg | 3 – 0    | 75 700      |

## Sportvezetőként
Aktív pályafutását befejezve a DFB JB ellenőreként szolgál.

## Írásai
A német játékvezetők lapjában tesztkérdéseket közöl, elősegítve a szakmai felkészültséget.